# فريتز مولر
فريتز فريدريك ثيودور مولر (31 مارس 1821 - 21 مايو 1897)، والمعروف باسم فريتز مولر أو مولر-ديستيرو. كان عالم أحياء ألماني هاجر إلى جنوب البرازيل حيث عاش هناك وبالقرب من المجتمع الألماني لمدينة بلوميناو في سانتا كاتارينا. هناك درس التاريخ طبيعي للغابة الأطلسية جنوب ساو باولو، وكان يؤيد الداروينية. عاش في البرازيل لبقية حياته. تقليد موليران سمّي من أجله.

## الحياة
ولد مولر في قرية بالقرب من إرفورت في تورينغن ألمانيا، ولد لوزير. مولر حصل على ما قد نراه اليوم من تعليم علمي في جامعة هومبولت في برلين (حصل على شهادة بكالريوس علمية في علم النبات) وجامعة غرايفسفالت وحصل على شهادة دكتوراة وبعد ذلك قرر دراسة الطب. وكطالب في الطب بدأ بطرح أسئلة دينية وفي عام 1846 أصبح ملحداً، منضماً إلى أصدقاء الضوء وداعماً للحب الحر. وبالرغم أنه أكمل المقرر العلمي، لكنه لم يتخرج لأنه رفض أن يحلف حلف التخرج الذي احتوى على عبارة «لذا ساعدني يا ربي وبإنجيله المقدس».
خاب أمل مولر بعد فشل الثورة الألمانية في عام 1848، وأدرك أنه قد يكون عرضة الورطة على حياته ومهنته. ونتيجة لذلك هاجر إلى جنوب البرازيل في عام 1852، مع أخيه أغسطس وزوجاتهم للانضمام إلى جالية هيرمان كلينوبينج الجديدة في ولاية سانتا كاتارينا. في البرازيل، مولر، عاش مع زوجته كارولاين، أصبح مزارعاً، طبيباً، معلماً، وعالم أحياء، بعض الأحيان يعمل لدى حكومة المقاطعة، بعض الأحيان يعيش على عرق جبينه، بعض الأحيان يدافع عن الهنود، ولكن دائماً مايجمع أدلة على الحياة في الغابة الأطلسية. المناخ شبة استوائي، ونوع الحياة النباتية للساحل البرازيلي: ليس غابة مطيرة.
حصل مولر على وظيفة تدريس رسمية، وقضى عقداً في تدريس الرياضيات في كلية في فلوريانوبوليس في جزيرة سانتا كاتارينا
من بعدها أخذت الكلية من قبل اليسوعيون ومولر (بالرغم من استمرار راتبه) إلى انه رجع إلى وادي إتجاي رفر. أتم قائمة للنشاطات النباتية مع حكومة المقاطعة وقضى التسع السنوات التالية في دراسة النباتات ونصح المزارعين.
في عام 1876 عين كعالم طبيعة متجول لمتحف البرازيل الوطني كانت هذه بالنسبة له الوظيفة المرضية، كانت هذه الفرصة له للطوف حول كامل نظام إتجاي ودراسة أي شئ يعجبه. عدة تقارير نشرت في Archivos للمتحف الوطني تسجل هذا العمل.

## روابط خارجية
- فريتز مولر على موقع الموسوعة البريطانية (الإنجليزية)